# Holland Acht
Holland Acht was een Nederlandse roeiploeg, die uiteindelijk olympisch goud zou winnen op de Olympische Spelen van 1996, in Atlanta. Nadien werd de naam nog gebruikt voor opvolgende mannenploegen, doch als ander project en met een toevoeging "II" en "III".

## 1993
WK roeien te Roudnice, Tsjechië

Finale:

1. Duitsland 5.37,08

5. Nederland 5.42.79

1. Sjors van Iwaarden
2. Kai Compagner
3. Dolf Woldringh
4. Niels van Steenis
5. Niels van der Zwan
6. Nico Rienks
7. Ronald Florijn
8. Jaap Krijtenburg

stuurman Jeroen Duyster

## 1994
WK roeien te Indianapolis, VS

1. Verenigde Staten 5.24,50

2. Nederland 5.25,10

(Van Iwaarden, Van Steenis, Van der Zwan, Compagner, Henk-Jan Zwolle, Krijtenburg, Florijn, Rienks, stuurman Duyster)

## 1995
WK roeien te Tampere, Finland

1. Duitsland 5.53,40

2. Nederland 5.55,54

(Van der Zwan, Van Steenis, Zwolle, Compagner, Bartman, Krijtenburg, Florijn, Rienks, stuurman Duyster)

## 1996
De ploeg heeft in 1996 al haar wedstrijden gewonnen. In de vier jaar van haar bestaan heeft de Holland Acht niet verloren in Nederland. De vier mannen op slag in Atlanta zijn de vier overgeblevenen uit de eerste Holland Acht uit 1993. Daarnaast was assistent-bondscoach Adriaan Lieszner ook alle jaren coach van de Acht.

### Opstelling
In Atlanta was de opstelling als volgt:
1. Henk-Jan Zwolle (boeg)
2. Diederik Simon
3. Michiel Bartman
4. Koos Maasdijk
5. Niels van der Zwan
6. Niels van Steenis
7. Ronald Florijn
8. Nico Rienks (slag)

Jeroen Duyster (stuurman)
Sjors van Iwaarden (reserve)

### Finale Olympische Spelen
Roeibaan: Lake Lanier, Gainesville, Atlanta.
Starttijd: zondag 28 juli 1996, starttijd ca 12.00 lokale tijd.
Boei 3
Coaching: René Mijnders, Adriaan Lieszner
Boot: n.n.
Uitslag:
1. Nederland 5.42,74 (goud)
2. Duitsland 5.44,58  (zilver)
3. Rusland 5.45,77 (brons)
4. Canada
5. Verenigde Staten
6. Australië

## 2004
De Holland Acht wint brons op de wereldbekerwedstrijd in München in 2004
1. Matthijs Vellenga (Skøll)
2. Gijs Vermeulen (Nereus)
3. Jan-Willem Gabriëls (Gyas)
4. Daniël Mensch (Saurus)
5. Geert-Jan Derksen (Okeanos)
6. Gerritjan Eggenkamp (Proteus-Eretes)
7. Diederik Simon (Nereus)
8. Michiel Bartman (Nereus)

s: Chun Wei Cheung (Nereus)
Tijdens de Olympische Spelen in Athene verovert de Holland Acht op de olympische roeibaan van Schinias het zilver in een tijd van 5:43.75, net achter Amerikanen die winnen in een tijd van 5:42.48.
1. Diederik Simon (Nereus)
2. Gijs Vermeulen (Nereus)
3. Jan-Willem Gabriëls (Gyas)
4. Daniël Mensch (Saurus)
5. Geert-Jan Derksen (Okeanos)
6. Gerritjan Eggenkamp (Proteus-Eretes)
7. Matthijs Vellenga (Skøll)
8. Michiel Bartman (Nereus)

s: Chun Wei Cheung (Nereus)

## 2006
In 2006 had de Holland Acht de volgende bezetting:
1. Jurrien Rom Colthoff (Triton)
2. Christof Coenders (Nereus)
3. David Kuiper (Skadi)
4. Roel Haen (Skadi)
5. Daniël Mensch (M.S.R.V. Saurus)
6. Peter Vos (Argo)
7. Simon Glazenborg (Euros)
8. Rogier Blink (AGSR Gyas)

s: Chun Wei Cheung (Nereus)
De acht wint de Grand Challenge Cup in Henley.
In augustus namen zij nog deel aan de wereldkampioenschappen in het Engelse Eton, waar de ploeg als dertiende eindigde. Bij terugkeer in Nederland klaagde de stuurman Chun Wei Cheung over vermoeidheid. Uit medisch onderzoek bleek vervolgens dat hij leed aan een zeer zeldzame, agressieve vorm van leverkanker. Hij overleed twee maanden later in Amsterdam op 34-jarige leeftijd

## 2007
1. David Kuiper (Skadi)
2. Peter Vos (W.S.R. Argo)
3. Roel Haen (Skadi)
4. Daniël Mensch (M.S.R.V. Saurus)
5. Simon Glazenborg (D.R.V. Euros)
6. Diederik Simon (Nereus)
7. Gerritjan Eggenkamp (D.S.R. Proteus-Eretes)
8. Mitchel Steenman (Skadi)

s: Niels van den Bovenkamp (G.S.R. Aegir)
Op de Wereldkampioenschappen in München bereikte de acht de tiende plaats, waarmee ze is aangewezen op het Olympisch Kwalificatie Toernooi om een Olympisch ticket te bemachtigen. 

## 2008
Na een teleurstellend wereldbeker-seizoen, wordt in Poznań toch het ticket voor de Olympische Spelen in Peking bemachtigd. Vlak voor het kwalificatietoernooi is de opstelling aangepast en haalt de ploeg, na 3e geworden te zijn in de kwart finales, zelfs de finale van de Olympische Spelen waar ze uiteindelijk als 4e finishen. Hun coach is dan sinds amper 5 weken de Australische jongeman David McGowan.
Nieuwe opstelling:
1. Olivier Siegelaar (D.S.R.V. Laga)
2. Rogier Blink  (A.G.S.R. Gyas)
3. Meindert Klem  (RV Willem III)
4. Jozef Klaassen (Boston University)
5. David Kuiper (Skadi)
6. Mitchel Steenman (Skadi)
7. Olaf van Andel (Skadi)
8. Diederik Simon (Nereus)

s: Peter Wiersum (D.S.R. Proteus-Eretes)

## 2013
Nieuwe opstelling:
1. Ruben Knab (Nereus)
2. Sjoerd de Groot  (D.S.R. Proteus-Eretes)
3. Gerben Spoelstra  (A.G.S.R. Gyas)
4. David Kuiper (Skadi)
5. Thomas Doornbos (Aegir)
6. Boudewijn Röell (Asopos)
7. Vincent van der Want (Nereus)
8. Govert Viergever (Nereus)

s: Peter Wiersum (D.S.R. Proteus-Eretes)

## 2015
Nederland wint brons op het WK en plaatst zich voor de Olympische Zomerspelen 2016.
1. Dirk Uittenbogaard (Nereus)
2. Boaz Meylink (Nereus)
3. Kaj Hendriks (Triton)
4. Boudewijn Röell (Asopos de Vliet)
5. Olivier Siegelaar (Laga)
6. Tone Wieten (Nereus)
7. Mechiel Versluis (Okeanos)
8. Robert Lücken (Nereus)

Stuurman: Peter Wiersum (Skoll)

## 2016
De Holland Acht wint de wereldbekerwedstrijd in Luzern.
Nederland haalde op het onderdeel Acht bij de Spelen een bronzen medaille.